# Долац (Беране)
Долац је насеље у општини Беране у Црној Гори. Према попису из 2023. било је 1364 становника (према попису из 1991. било је 1282 становника).

## Демографија
У насељу Долац живи 927 пунолетних становника, а просечна старост становништва износи 33,7 година (32,7 код мушкараца и 34,6 код жена). У насељу има 353 домаћинства, а просечан број чланова по домаћинству је 3,66.
Становништво у овом насељу веома је хетерогено, а у последња три пописа, примећен је пораст у броју становника. Најбројније племе су Вељићи, по етничкој припадности Срби.
|  |

| Демографија | Демографија | Демографија |
| Година      | Становника  | Становника  |
| ----------- | ----------- | ----------- |
|             |             |             |
|             |             |             |
|             |             |             |
|             |             |             |
| 1948.       | 353         |             |
| 1953.       | 373         |             |
| 1961.       | 472         |             |
| 1971.       | 628         |             |
| 1981.       | 830         |             |
| 1991.       | 1.282       | 1.274       |
| 2003.       | 1.335       | 1.293       |
| 2011.       |             | 1.415       |

| Етнички састав према попису из 2003.‍ | Етнички састав према попису из 2003.‍ | Етнички састав према попису из 2003.‍ | Етнички састав према попису из 2003.‍ | Етнички састав према попису из 2003.‍ |
| ------------------------------------ | ------------------------------------ | ------------------------------------ | ------------------------------------ | ------------------------------------ |
|                                      |                                      |                                      |                                      |                                      |
| Срби                                 | Срби                                 |                                      | 744                                  | 57,54%                               |
| Црногорци                            | Црногорци                            |                                      | 416                                  | 32,17%                               |
| Југословени                          | Југословени                          |                                      | 2                                    | 0,15%                                |
| Македонци                            | Македонци                            |                                      | 1                                    | 0,07%                                |
| непознато                            | непознато                            |                                      | 0                                    | 0,0%                                 |

| Етнички састав према попису из 2023.‍ | Етнички састав према попису из 2023.‍ | Етнички састав према попису из 2023.‍ | Етнички састав према попису из 2023.‍ | Етнички састав према попису из 2023.‍ |
| ------------------------------------ | ------------------------------------ | ------------------------------------ | ------------------------------------ | ------------------------------------ |
|                                      |                                      |                                      |                                      |                                      |
| Срби                                 | Срби                                 |                                      | 908                                  | 66,56%                               |
| Црногорци                            | Црногорци                            |                                      | 410                                  | 30,06%                               |
| Неизјашњено                          | Неизјашњено                          |                                      | 27                                   | 1,97%                                |

| Година пописа     | 1948. | 1953. | 1961. | 1971. | 1981. | 1991. | 2003. |
| ----------------- | ----- | ----- | ----- | ----- | ----- | ----- | ----- |
| Број домаћинстава | 69    | 75    | 96    | 135   | 170   | 318   | 358   |

| Број чланова      | 1   | 2  | 3  | 4  | 5  | 6  | 7  | 8 | 9 | 10 и више | Просек |
| ----------------- | --- | -- | -- | -- | -- | -- | -- | - | - | --------- | ------ |
| Број домаћинстава | 353 | 35 | 62 | 53 | 95 | 70 | 31 | 3 | 1 | 2         | 1      |

| Пол    | Укупно | Неожењен/Неудата | Ожењен/Удата | Удовац/Удовица | Разведен/Разведена | Непознато |
| ------ | ------ | ---------------- | ------------ | -------------- | ------------------ | --------- |
| Мушки  | 499    | 200              | 283          | 11             | 2                  | 3         |
| Женски | 500    | 151              | 280          | 59             | 9                  | 1         |
| УКУПНО | 999    | 351              | 563          | 70             | 11                 | 4         |

| Пол    | Укупно                    | Пољопривреда, лов и шумарство | Рибарство                            | Вађење руде и камена | Прерађивачка индустрија       |
| ------ | ------------------------- | ----------------------------- | ------------------------------------ | -------------------- | ----------------------------- |
| Мушки  | 193                       | 4                             | 0                                    | 7                    | 44                            |
| Женски | 97                        | 0                             | 0                                    | 1                    | 18                            |
| УКУПНО | 290                       | 4                             | 0                                    | 8                    | 62                            |
| Пол    | Производња и снабдевање   | Грађевинарство                | Трговина                             | Хотели и ресторани   | Саобраћај, складиштење и везе |
| Мушки  | 9                         | 12                            | 9                                    | 4                    | 21                            |
| Женски | 0                         | 1                             | 26                                   | 5                    | 1                             |
| УКУПНО | 9                         | 13                            | 35                                   | 9                    | 22                            |
| Пол    | Финансијско посредовање   | Некретнине                    | Државна управа и одбрана             | Образовање           | Здравствени и социјални рад   |
| Мушки  | 1                         | 3                             | 46                                   | 12                   | 3                             |
| Женски | 0                         | 1                             | 10                                   | 12                   | 16                            |
| УКУПНО | 1                         | 4                             | 56                                   | 24                   | 19                            |
| Пол    | Остале услужне активности | Приватна домаћинства          | Екстериторијалне организације и тела | Непознато            | Непознато                     |
| Мушки  | 6                         | 0                             | 0                                    | 12                   | 12                            |
| Женски | 2                         | 0                             | 0                                    | 4                    | 4                             |
| УКУПНО | 8                         | 0                             | 0                                    | 16                   | 16                            |